# Juan Manuel Urtubey
Juan Manuel Urtubey Mera (Ciudad de Salta, Argentina; 6 de septiembre de 1969) es un político, profesor universitario, empresario y abogado argentino, que fue gobernador de la provincia de Salta de 2007 a 2019.
Fue elegido gobernador por primera vez en el año 2007, siendo reelegido de manera consecutiva en los años 2011 y 2015, por alrededor del 57% y el 51% de los votos respectivamente. Anteriormente, fue Diputado Nacional entre 1999 y 2007. En ejercicio de ese cargo, fue presidente de la Comisión de Asuntos Constitucionales y Presidente del Bloque Justicialista.
Bajo gestión de Urtubey, Salta se convirtió en la primera provincia de la Argentina en tener elecciones con boleta única electrónica en todo el padrón y en crear un Ministerio de Primera Infancia. Terminó su gestión logrando bajar los indicadores provinciales de mortalidad infantil y materna a los más bajos en la historia. Al finalizar el año 2019 los indicadores de mortalidad infantil tenían una tasa del 9,6 por cada mil niños nacidos vivos; y a 1,5 por 10 000 la tasa de mortalidad materna.

## Biografía

### Comienzos
Nació en la Ciudad de Salta el 6 de septiembre de 1969. Es hijo de Rodolfo Urtubey, abogado, y de Lía Mera Figueroa, escribana, y el octavo de un total de diez hermanos. Su padre ha desempeñado diversos cargos en la Justicia de la provincia, habiendo culminado su carrera como presidente de la Corte Suprema Provincial. Realizó sus estudios primarios en la Escuela Parroquial de la Merced y secundarios en el Bachillerato Humanista Moderno, donde era compañero de clase de la directora de cine Lucrecia Martel.
En su juventud fue jugador de rugby en el Jockey Club de Salta, llegando a integrar el seleccionado salteño de rugby M-19.
Desde pequeño, manifestó inclinaciones hacia las actividades políticas, canalizadas luego por su tío y mentor, el peronista Julio Mera Figueroa. A los 16 años se afilió al Partido Justicialista. Desde entonces, se formó en políticas públicas con enfoque de derechos, y se especializó en diseño, evaluación e implementación de programas sociales, sanitarios, educativos y comunitarios
Se recibió de abogado en la Universidad de Buenos Aires, habiendo completado sus estudios de grado en tres años.
Más allá de su carrera política, es profesor de derecho en la Universidad Nacional de Salta.

### Carrera política
Durante el gobierno de Juan Carlos Romero fue Secretario de Gobierno, Secretario de Prensa de la Provincia de Salta, y Coordinador de la Unidad Ejecutora Familia Propietaria. Posteriormente, fue elegido diputado provincial para el período 1997-1999 por el departamento Capital. En ejercicio de este cargo, fue elegido presidente de la Comisión de Legislación General.
En 1999 fue elegido  Diputado Nacional y reelecto para el mismo cargo en 2003. En el Congreso presidió la Comisión de Asuntos Constitucionales durante 5 años (2002 a 2007) y fue presidente del Bloque Justicialista.
La actividad legislativa que desempeñó durante sus ocho años como diputado Nacional fue destacada, siendo elegido cinco veces como uno de los diez legisladores más laboriosos del Congreso Nacional, tanto por sus pares como por la prensa especializada. En el marco de este trabajo, se destaca su rol como coautor de la ley de anulación de las leyes de Obediencia debida y Punto Final, ley que ayudó a combatir la impunidad por los delitos cometidos durante la última dictadura militar.
En el año 2003, fue elegido Convencional Constituyente, en el marco de la Reforma de la Constitución de la Provincia de Salta. Cómo constituyente, presidió el Bloque Justicialista en la Asamblea Constituyente que redactó la nueva constitución provincial. Entre las reformas propuestas por Urtubey que lograron ser incorporadas al texto magno estaba la onde se transformación al Ministerio Público en un organismo autónomo e independiente del poder ejecutivo provincial.
Desde 1998 es director de la Escuela de Administración Pública, entidad dependiente del gobierno de la provincia dedicada a la formación y capacitación permanente de empleados públicos de la Provincia de Salta.
En el año 2007 presentó su candidatura a Gobernador de la Provincia de Salta por el Frente Para la Victoria (una rama del Partido Justicialista). Resultó elegido Gobernador por un ajustado margen de votos, derrotando a Walter Wayar, candidato apoyado por el gobernador saliente Juan Carlos Romero y quien lideraba las encuestas publicadas por la prensa.
A nivel provincial, Urtubey es crítico de su antecesor, Juan Carlos Romero, a quien le atribuye defectos en su administración que constituyen una carga para la actual administración de la Provincia de Salta.
Urtubey mantiene una tensa relación con el diario El Tribuno, propiedad del exgobernador Romero, su rival político. En el marco de esta tensa relación, el diario El Tribuno no se limita a criticar cotidianamente al gobierno de Urtubey, sino que ha llegado incluso a inventar noticias. Una de las notas publicadas cuya falsedad fue demostrada narraba la "desgarradora historia de una madre" que "hacía hervir una piedra y les decía a los chicos que estaba cocinando comida hasta que se dormían”, ilustrándola con una foto que retrataba la situación. Luego se demostró que la foto había sido tomada de un diario mexicano que narraba la pobreza en Honduras. Durante la campaña para la gobernación de 2015, se ha filtrado una grabación en la que el administrador del Tribuno prohíbe a sus periodistas publicar “buenas noticias” y les ordena “prender fuego la provincia”.
En el año 2011, fue reelecto Gobernador de la Provincia de Salta. En esta oportunidad, triunfó por amplio margen al cosechar casi el 60% de los votos, contra la lista l
de Alfredo Olmedo que alcanzó solamente un 25,64% de los votos.
En 2012 comenzó a criticar las políticas kirchneristas, si bien se mostró contrario a la reelección de Cristina Kirchner luego integraría la boleta en 2011.
Durante los años 2013 y 2014, Urtubey manifestó su intención de presentarse como candidato a Presidente de la Nación Argentina en las Elecciones Presidenciales del 2015 cómo representante del interior nacional. Durante estos años, algunos sectores de la prensa especularon sobre la posibilidad de que integrara una fórmula con el Gobernador de la Provincia de Buenos Aires Daniel Scioli.
Urtubey descartó presentarse como candidato tanto a Presidente como a Vicepresidente, alegando que la posibilidad de que su antecesor, Juan Carlos Romero, excandidato a vicepresidente en fórmula con Carlos Menem, vuelva al gobierno constituye un peligro considerando que volvería para instalar "un modelo de dominación en términos económicos y productivos que planteaba una Salta con una fuerte concentración en grupos monopólicos". Por ende, se presentó a la nuevamente al cargo de gobernador obteniendo en las elecciones primarias (PASO) realizadas el 12 de abril de 2015, como representante del Partido Justicialista, más del 47,29 por ciento de los votos, frente al 33,67 del Frente Romero + Olmedo, que contó con el respaldo del Frente Renovador conducido por Sergio Massa y del PRO. Finalmente el 17 de mayo del 2015, en una elección histórica por lo que significaba la fórmula opositora, fue nuevamente electo como Gobernador de la provincia con aproximadamente el 51% de los votos venciendo al frente Romero-Olmedo, el cual por su parte alcanzó cerca del 31% del sufragio.
En las elecciones presidenciales 2019, se postuló como candidato a vicepresidente de Roberto Lavagna en el espacio Consenso Federal, tras la desintegración de Alternativa Federal, espacio del "centro" político argentino que lo tenía como uno de sus referentes.

## Gobernación de Salta

### Mandato 2007-2011
En las elecciones del 28 de octubre de 2007 fue elegido gobernador de la provincia de Salta, en representación de la alianza FPV-PRS, con 45,47% de los votos, venciendo a Walter Wayar (FreJuVi) (44,68%).

#### Economía
En ciertos aspectos, su política económica fue similar a la de su antecesor: impulsó inversiones extranjeras, incentivó las exportaciones, mejoró las comunicaciones (terrestres, aéreas, etc.) entre Salta y las demás provincias del país, generó disciplina fiscal e invirtió en infraestructura.
En otros aspectos, su política económica fue novedosa para la provincia. Buscó renovar la planta de empleados públicos, incorporando al Gobierno provincial jóvenes capacitados de todos los estratos sociales.
En particular, su gestión se diferenció fuertemente de la de Romero en cuanto a sus objetivos. Mientras que Romero priorizó trabajar para la capital salteña, construyendo fastuosas obras públicas, Urtubey trabajó principalmente para el interior provincial y para los barrios pobres de la capital. De este modo, Urtubey priorizó construir miles de kilómetros de cloacas y tendidos de luz, e inaugurar escuelas y hospitales en toda la provincia. Urtubey trabaja para garantizar que, en los próximos cuatro años, la provincia alcance "el 100% de tendido de agua, luz y cloaca”, cifra que parecía inalcanzable durante los 12 años de gobierno de Romero.
En 2009, buscando mejorar el acceso al agua en la provincia, Urtubey estatizó el servicio de provisión de agua, hasta ese momento a cargo de la empresa Aguas de Salta. Hasta ese momento, el servicio de aguas, que desde 1998 operaba Necon, firma de Juan Carlos Relats, multipropietario de, entre otras compañías, la constructora J.C.R.que se especializa en obras viales.
En el año 2010 continuando con su política de mejorar los servicios públicos, rescindió el contrato con la fundación española Santa Tecla, retornando el Hospital Materno Infantil al estado salteño. 
En turismo, continuó con la política de atraer a Salta espectáculos deportivos de carácter internacional, con el objetivo de consolidar a Salta como uno de los principales destinos turísticos de Sudamérica. De este modo, por ejemplo, en junio de 2009 la selección nacional de rugby, los Pumas, jugó en Salta contra Inglaterra, en enero de 2010 el rally Dakar pasó por la provincia y en 2011 fue una de las sedes de la Copa América 2011. Esta política se ampliaría fuertemente durante su segunda gestión como Gobernador.

#### Boleta única electrónica
Bajo el gobierno de Urtubey, Salta se convirtió en la primera provincia de la Argentina en instalar un sistema de boleta única electrónica. El sistema de voto electrónico, en teoría,  favorece la transparencia electoral, acelera el conteo de votos y provee una mejor accesibilidad para los votantes con discapacidades.
El sistema de boleta única electrónica de Salta, en particular, ha sido elogiado por observadores electorales internacionales. El Dr. Néstor Pedro Sagüés, abogado experto en Derecho Constitucional, profesor universitario y Presidente Honorario de la Asociación Argentina de Derecho Constitucional, fue más lejos y afirmó que el sistema de boleta única electrónica en Salta cumple con el test de confiabilidad más estricto, aquel establecido por el Tribunal Constitucional de Alemania. Sagüés argumentó que el sistema de boleta única en Salta “es de un manejo simple para el elector”, fue antecedido por “entrenamiento adecuado para que la gente común se capacite con este sistema”, otorga al elector “control sobre el voto que emite” y asegura “un proceso confiable y fiscalizable de registración y de cómputo de voto electrónico”.
El éxito de este sistema llevó a que sea replicado en otros distritos argentinos, como la Ciudad Autónoma de Buenos Aires bajo liderazgo de Mauricio Macri, e internacionales, como la ciudad de Cuenca en Ecuador.[cita requerida]

#### Tarjeta social
En el marco de la lucha contra el clientelismo, se destaca otra medida diseñada y adoptada por el gobierno de Urtubey: la tarjeta social. Esta medida dispone que cualquier jefe de grupo familiar en situación de vulnerabilidad puede obtener gratuitamente una tarjeta para adquirir cuando y como disponga los alimentos que su familia necesite. El Gobernador Urtubey afirmó que "esta medida no es brillante ni novedosa, y sin embargo es revolucionaria porque atenta directamente contra el clientelismo político, nefasta herramienta de la que se valen algunos que se denominan dirigentes para lograr poder". "En Salta ya no se cambian votos por bolsones de comida" concluyó.

#### Política Habitacional
Durante la gobernación de Urtubey, una de las políticas impulsadas por el gobierno fue brindar soluciones habitacionales a los miles de salteños que vivían en situaciones precarias. Entre 2008 y abril de 2014 la provincia entregó más de 14.000 casas y 9.000 soluciones habitacionales. Esto significó un aumento de más de 50% anual promedio que en durante la gobernación anterior.

#### Controversias

##### La nueva ley de educación
En 1886 se estableció en la provincia de Salta la enseñanza de la religión católica en los planes de estudio de las escuelas primarias provinciales. Desde entonces, la misma ha sido impartida de manera continuada en las escuelas salteñas, siendo Salta, junto con Jujuy y Santiago del Estero las únicas tres provincias argentinas donde el catolicismo se enseñaba obligatoriamente en las escuelas públicas (La obligación es de la escuela primaria de tener oferta de educación religiosa, no del alumno de cursar religión).
En 2008, durante el gobierno de Urtubey, el Congreso provincial modificó esta antigua normativa. El Congreso estableció una nueva norma, que estableció la enseñanza religiosa en las escuelas provinciales “sin distinción de credos”. Esta apertura fue, sin embargo, criticada por algunos sectores, que exigían la completa eliminación de la educación religiosa en las escuelas públicas. De todos modos, la norma fue declarada constitucional por la Corte de Justicia de Salta.

##### Género: críticas, elogios y acatamiento del fallo de la Corte Suprema
En el año 2011, algunos sectores criticaron al exgobernador Juan Carlos Romero, al gobierno de Urtubey y a la oposición salteña por sus opiniones y políticas relacionadas con las minorías LGBT en la Provincia de Salta.  Al gobierno de Urtubey, estos sectores le exigieron la derogación de las antiguas normas del Código de Faltas provincial que prohíben la prostitución.Como diputado fue presidente de las comisiones de Economía y de Presupuesto y Hacienda, secretario de la Comisión de derechos humanos dónde impulso una ley contra la discriminación por motivos de orientación.
Sin embargo, en el año 2013, el gobierno de Urtubey fue destacado por diversas organizaciones integrantes de la Federación Argentina de Lesbianas, Gay, Bisexuales y Trans por convertir a Salta en una de las primeras provincias del país en reconocer la identidad de género.
En marzo de 2012, tras el fallo de la Corte Suprema de Justicia de la Nación que consideró que el Código Penal autorizaba la interrupción del embarazo en casos de violación, Salta se convirtió en la primera provincia en reglamentar la práctica del aborto no punible.

##### Tala de árboles: medida cautelar en contra y posterior rectificación de la Corte Suprema
El 26 de marzo de 2009, una medida cautelar otorgada por la Corte Suprema de Justicia de la Nación Argentina causó controversia, puesto que ordenó suspender la tala de árboles que se venían realizando en los departamentos del norte de la provincia de Salta.
Sin embargo, tras la presentación por parte del gobierno salteño de un estudio de impacto ambiental acumulativo de la deforestación y la finalización del Ordenamiento Territorial de Bosques Nativos de la provincia bajo los criterios de la Ley de Bosques, la Corte Suprema de Justicia de la Nación levantó la prohibición de aprovechamiento forestal.
A mediados de 2014, surgió una nueva polémica respecto a los desmontes, aduciendo nuevamente Greenpeace que ciertos decretos provinciales se oponían a la ley nacional de bosques. Desde el gobierno provincial se contestó que, si bien se procuraba el cumplimiento de dicha ley, una importante parte de la economía provincial depende de la actividad forestal y que sería imposible un acatamiento abrupto de la ley (argumento avalado por la Corte Suprema cinco años antes).  Más todavía, desde el gobierno se presentaron pruebas demostrando que la cantidad de hectáreas en desmonte se redujeron sustancialmente desde los anteriores gobiernos y que la reducción gradual se mantendrá. No obstante, se revisaron y derogaron ciertos de los decretos cuestionados luego de negociaciones con la organización Greenpeace y una importante campaña mediática por parte de esta.

### Mandato 2011-2015
En el año 2011, Urtubey fue reelecto por más de 30% de diferencia contra su competidor, Alfredo Olmedo, ganando una elección histórica con 57,2% de los sufragios.

#### Fondo de Reparación Histórica de Salta
El 17 de noviembre de 2011, por iniciativa del Gobernador Urtubey, el Congreso de la Provincia de Salta sancionó la ley N.º 7691, que creó el “Fondo de Reparación Histórica del Norte de la Provincia de Salta” (FRH). Esta ley autorizó a destinar u$s 220.000.000 para financiar en un extenso Plan de Obras para los Departamentos del norte provincial de Oran, San Martín y Rivadavia.
Los fondos destinados al Ejecutivo son utilizados para obras consensuadas con autoridades municipales y representantes de organizaciones intermedias. Para coordinar la actuación de los organismos que participan en la ejecución de las obras, supervisar su marcha y ejercer un enlace con la Comisión Legislativa Bicameral de seguimiento, se creó la Unidad Coordinadora del Fondo de Reparación Histórica. El Director Ejecutivo de la Unidad es el Ingeniero Juan Carlos Galarza.
Se ha destacado que el Fondo de Reparación Histórica “rompe la intermediación nociva de sectores que no representan la institucionalidad”. A su vez, se ha señalado que el plan de obras llevado a cabo por el Fondo priorizó a “los salteños olvidados por años”, a través tanto de las propias obras como de la creación de puestos de trabajo.

#### Turismo y espacio público
Por su gestión en materia turística, que consolidó a Salta como uno de los principales destinos turísticos de América del Sur, Urtubey recibió el premio Sol Andino en el año 2013.
A partir de su segundo período como Gobernador, Urtubey trabaja conjuntamente con el Gobernador de la Provincia de Buenos Aires Daniel Scioli para fortalecer el turismo interno.
Con motivo de celebrarse el Bicentenario argentino, Urtubey inició la construcción del Parque Bicentenario, que cuenta con una laguna de más de 10 hectáreas, cancha de fútbol 11 de césped sintético, un diamante de béisbol, un playón deportivo, un skatepark y una gran cantidad de juegos para niños. El parque de 80 hectáreas, de acceso absolutamente gratuito, fue visitado por más de 120 mil personas durante el primer fin de semana desde su habilitación. Fue elogiado por la enorme mayoría de sus visitantes, muchos de ellos turistas de otras provincias que destacaron que se trata de un parque único en la Argentina por su variada oferta de actividades, su belleza y su enorme tamaño.

#### Boleto gratuito para estudiantes y jubilados
Durante la última semana de mayo de 2014, el gobierno de la provincia encabezado por el gobernador Urtubey anunció la decisión de establecer el boleto de colectivo gratuito para estudiantes y jubilados en todas las líneas de colectivo en la Provincia de Salta. La medida fue aplaudida por todos los sectores políticos de Salta y descripta como "una de las iniciativas de mayor racionalidad y equidad de los últimos años". La medida benefició a unos 50 mil jubilados y más de 240 mil estudiantes salteños.
“Queremos crecer cada día más en inclusión, mejorar la accesibilidad al sistema educación y al de salud, que todos los actores del sistema se beneficien con políticas públicas”, resaltó Urtubey al efectuar el anuncio. Gracias al "Pase Libre", los jubilados viajan gratis los siete días de la semana y los estudiantes primarios, secundarios, terciarios y universitarios lo hacen de lunes a viernes.
Luego de la entrada en funcionamiento de esta medida, agrupaciones estudiantiles comenzaron a exigir medidas similares en otras provincias, como la Provincia de Santa Fe.

#### Lucha contra el Narcotráfico
El norte de la Argentina y la Provincia de Salta han sufrido los últimos años un avance fuerte del narcotráfico y delitos relacionados debido a su situación fronteriza y cercanía con Perú, Bolivia y Paraguay. En Argentina el delito de narcotráfico es un delito federal, por lo que los procesos judiciales en los que se investiga la comisión de este delito están a cargo de los tribunales federales, y las investigaciones son ejecutadas por fuerzas nacionales (policía federal, gendarmería prefectura, etc.). Durante la última década, han existido fuertes críticas por la falta de control del Gobierno Nacional de la frontera de Salta.
A pesar de las limitaciones que tienen los gobiernos provinciales para combatir esta clase de delitos, a mediados de 2013, el gobernador Urtubey impulsó la sanción de la Ley de Lucha contra el Microtráfico de Drogas. La misma entró en vigencia el 1 de enero de 2014, previo acuerdo con el gobierno nacional. Esta ley autoriza a las fuerzas de seguridad provinciales, como así también el poder judicial provincial, a hacerse cargo de la lucha contra los pequeños narcotraficantes. El gobierno provincial sancionó esta ley bajo la creencia de que son los microtraficantes quienes llevan las drogas a los barrios y los vecinos. Por tanto, cortando los canales de distribución, la provincia ayuda también a combatir el gran narcotráfico.
Esta medida ha sido reconocida como de por más exitosa, llegando a casi un millar de causas judiciales por narcotráfico, cientos de condenas e importantes operativos policiales.

#### Creación del Ministerio de Primera Infancia
Históricamente, la desnutrición fue percibida como un problema estructural en la Provincia de Salta y en el norte argentino.  Desde la asunción de Juan Manuel Urtubey se han tomado medidas importantes para la lucha contra este mal. No obstante, desde el gobierno provincial se afirma que no bastan 8 años de trabajo para poder corregir la ausencia del estado durante cientos de años. 
A pesar de ser una política de estado, se han denunciado diversos casos de desnutrición y malnutrición. Por tanto, el gobernador decidió convocar a expertos para que cooperen en esta lucha, como ser Unicef, y el Doctor Abel Albino, un reconocido experto en desnutrición, en conjunto con la fundación Conin, la cual ha creado diversos centros en la provincia. El Doctor Albino ha elogiado fuertemente los esfuerzos de la provincia de Salta durante el gobierno de Urtubey contra la desnutrición.
Como corolario de esta política, a fines de 2014 se ha creado el Ministerio de Primera Infancia. Este novedoso ministerio fue creado, según Juan Manuel Urtubey: “porque todavía hay chicos en Salta que no tienen desarrollo para crecer sanamente, por ello es que nuestro desafío es enorme pero estamos convencidos que entre todos podemos cambiar esta Salta que tanto nos debemos”.
Según declara el propio gobierno salteño: "compete al Ministro de la Primera Infancia asistir al Gobernador de la Provincia en todo lo concerniente a las políticas referidas a la Primera Infancia consagradas en los Tratados Internacionales, la Constitución Nacional y la Constitución Provincial, propendiendo al desarrollo integral de los derechos de los niños en dicha etapa. Especialmente, entender en la implementación de políticas vinculadas a la protección integral de la primera infancia, coordinando acciones principalmente en materia de salud y nutrición, educación, políticas sociales y laborales como así también de obra pública."
La creación de este ministerio ha sido destacada por Unicef.

### Mandato 2015-2019
En mayo de 2015 fue re-reelecto como gobernador de la provincia de Salta al obtener el 51,2% de los votos y superar por más del 20% al exgobernador Juan Carlos Romero.

#### Coparticipación nacional
Urtubey se acercó al presidente Mauricio Macri, para avanzar en un acuerdo por el reintegro parcial y a largo plazo del 15% que retiene la Nación en la coparticipación nacional de Salta.

### Gabinete gubernamental
| Ministerios del Gobierno de Juan Manuel Urtubey (2015-2019) | Ministerios del Gobierno de Juan Manuel Urtubey (2015-2019) | Ministerios del Gobierno de Juan Manuel Urtubey (2015-2019) |
| Cartera                                                     | Titular                                                     | Período                                                     |
| ----------------------------------------------------------- | ----------------------------------------------------------- | ----------------------------------------------------------- |
| Jefatura de Gabinete de Ministros                           | Carlos Parodi                                               | 10 de diciembre de 2015-21 de noviembre de 2017             |
| Jefatura de Gabinete de Ministros                           | Fernando Yarade                                             | 21 de noviembre de 2017-26 de junio de 2019                 |
| Jefatura de Gabinete de Ministros                           | Baltasar Saravia                                            | 26 de junio de 2019-10 de diciembre de 2019                 |
| Ministerio de Gobierno, Derechos Humanos y Justicia         | Marcelo López Arias                                         | 24 de noviembre de 2017-10 de diciembre de 2019             |
| Ministerio de Gobierno                                      | Juan Pablo Rodríguez                                        | 10 de diciembre de 2015-24 de noviembre de 2017             |
| Ministerio de Derechos Humanos y Justicia                   | Pamela Calletti                                             | 10 de diciembre de 2015-24 de noviembre de 2017             |
| Ministerio de Economía                                      | Sebastián Gomeza                                            | 10 de diciembre de 2015-21 de noviembre de 2017             |
| Ministerio de Economía                                      | Emiliano Estrada                                            | 21 de noviembre de 2017-23 de agosto de 2019                |
| Ministerio de Infraestructura, Tierra y Vivienda            | Baltasar Saravia                                            | 10 de diciembre de 2015-26 de junio de 2019                 |
| Ministerio de Educación, Ciencia y Tecnología               | Roberto Dib Ashur                                           | 10 de diciembre de 2015-27 de mayo de 2016                  |
| Ministerio de Educación, Ciencia y Tecnología               | Analía Barruezo                                             | 28 de mayo de 2016                                          |

| Ministerios del Gobierno de Juan Manuel Urtubey (2011-2015)  | Ministerios del Gobierno de Juan Manuel Urtubey (2011-2015) | Ministerios del Gobierno de Juan Manuel Urtubey (2011-2015) |
| Cartera                                                      | Titular                                                     | Período                                                     |
| ------------------------------------------------------------ | ----------------------------------------------------------- | ----------------------------------------------------------- |
| Ministerio de Derechos Humanos y Justicia                    | Pamela Calletti                                             | 10 de diciembre de 2013-10 de diciembre de 2015             |
| Ministerio de Justicia                                       | María Inés Diez                                             | 10 de diciembre de 2011-9 de diciembre de 2013              |
| Ministerio de Economía, Infraestructura y Servicios Públicos | Carlos Parodi                                               | 10 de diciembre de 2011-10 de diciembre de 2015             |
| Ministerio de Educación, Ciencia y Tecnología                | Roberto Dib Ashur                                           | 12 de diciembre de 2011-10 de diciembre de 2015             |
| Ministerio de Ambiente y Producción Sustentable              | Baltasar Saravia                                            | 10 de diciembre de 2013-junio de 2015                       |

| Ministerios del Gobierno de Juan Manuel Urtubey (2007-2011) | Ministerios del Gobierno de Juan Manuel Urtubey (2007-2011) | Ministerios del Gobierno de Juan Manuel Urtubey (2007-2011) |
| Cartera                                                     | Titular                                                     | Período                                                     |
| ----------------------------------------------------------- | ----------------------------------------------------------- | ----------------------------------------------------------- |
| Ministerio de Gobierno, Seguridad y Derechos Humanos        | Pablo Kosiner                                               | 2009-10 de diciembre de 2011                                |
| Ministerio de Gobierno                                      | Antonio Marocco                                             | 10 de diciembre de 2007-2009                                |
| Ministerio de Justicia, Seguridad y Derechos Humanos        | Pablo Kosiner                                               | 10 de diciembre de 2007-2009                                |
| Ministerio de Finanzas y Obras Públicas                     | Carlos Parodi                                               | 10 de diciembre de 2007-10 de diciembre de 2011             |
| Ministerio de Justicia                                      | María Inés Diez                                             | 10 de diciembre de 2009-10 de diciembre de 2011             |
| Ministerio de Educación, Ciencia y Tecnología               | Adriana Liz López Figueroa                                  | 20 de diciembre de 2010-10 de diciembre de 2011             |
| Ministerio de Trabajo y Previsión Social                    | Nora del Valle Giménez                                      | 10 de diciembre de 2007-10 de diciembre de 2009             |
| Secretaria General de la Gobernación                        | Matías Posadas                                              | 10 de diciembre de 2007-10 de diciembre de 2010             |

## Vida personal
Está casado con la actriz Isabel Macedo, con quien tiene dos hijas, Isabel, nacida en Salta el 7 de mayo de 2018 y Julia, nacida en Salta el 4 de junio de 2022. Además cuenta con cuatro hijos: Marcos (1994), Lucas (1997), Mateo (2000) y Juana (2003), fruto de su matrimonio anterior con Ximena Saravia Toledo (1970-).
Entre sus nueve hermanos se destacan el vicepresidente de la Unión Industrial Argentina José Urtubey, el exsenador Nacional Rodolfo Urtubey, y el piloto y empresario de automovilismo Alejandro Urtubey.
Urtubey también ha sido criticado por su estilo extravagante, que incluye andar en motos de alta cilindrada camuflado en un traje negro o tirarse del edificio más alto de Auckland en bungee jumping.
Ha sido siempre cercano a Jorge Bergoglio, mucho antes de su elección como Papa. Sin embargo, cumpliendo con el pedido del Papa, quien pidió a los argentinos que no viajaran y destinaran ese dinero a los pobres, no viajó a Roma para su asunción.

## Cargos
- Gobernador de la Provincia de Salta 2007-2019.
- Diputado Nacional 1993–2007. Presidente del Bloque Justicialista 2005.
- Presidente de la Comisión de Asuntos Constitucionales. Desde 2002.
- Convencional Constituyente Provincial 2003.
- Consejero Provincial Partido Justicialista distrito Salta. 2002-2006.
- Secretario de Relaciones Internacionales Partido Justicialista, distrito Salta. 2002-2006.
- Director de la Escuela de Administración Pública. Desde 1998.

- Diputado provincial por el departamento Capital, Provincia de Salta. 1997-1999
- Presidente de la Comisión de Legislación General 1997-1999.
- Secretario de Estado de Prensa y Difusión- Vocero de Gobierno de la Provincia de Salta. 1996-1997.
- Coordinador General Programa Familia Propietaria. 1996-1997
- Secretario de Estado de Gobierno de la Provincia de Salta. 1995-1996

## Publicaciones
- Sembrando Progreso. Claves del Desarrollo de Salta. Ed. Hanne, 1999. ISBN 987-9140-44-3.
- Columnista invitado en Diarios y Revistas de la República Argentina, en la República de Chile y de la República Federativa de Brasil.
- Revista “La Escuela”, de la Escuela de Administración Pública (Editor).[66]
- “Argentina 2020-Propuestas para profundizar la transformación”. Compilador Nicolás Trotta. Ed. Lumiere, 2006. ISBN 987-603-013-2

| Predecesor: Juan Carlos Romero | Gobernador de Salta 2007-2019 | Sucesor: Gustavo Sáenz |